# بيل بلير
بيل بلير هو سياسي كندي، ولد في 1954 في كندا. حزبياً، نشط في الحزب الليبرالي الكندي. في الانتخابات الفيدرالية الكندية 2015، انتخب عضو مجلس العموم الكندي عن دائرة Scarborough Southwest (federal electoral district) ‏ وقد انضم خلال فترته النيابية ‏ (19 أكتوبر 2015 – ) للكتلة البرلمانية الحزب الليبرالي الكندي.

## وصلات خارجية
- الموقع الرسمي